# Bellevuegården
Bellevuegården (uttal [ˈbɛlvɪ-]) är ett bostadsområde i stadsdelen Hyllie, i sydvästra Malmö. Det var bland de sista områdena som byggdes under miljonprogramseran. Majoriteten av byggnaderna består av flerbostadshus från 1970-talet. Men här finns även äldreboende, kontorshus, villor och radhus som byggdes senare, under 1990-talet. På området finns också en bibehållen gård från 1800-talet. Bostadsområdet har en enhetlig arkitektur, där husen är rättvinkligt placerade med entréer vända mot gårdarna. Höghusen som konstruerades under 1970-talet ligger i öster och delas av två parker: Ärtholmsparken och Bellevueparken. 
I området finns två friskolor, Bellevueskolan (F-6) och Mariaskolan (F-9). I området ligger även Bellevuegårdens förskola, Treklangens förskola, Svansjöns förskola, Stensjöns förskola och en Montessoriförskola.  

## Bebyggelsekaraktär

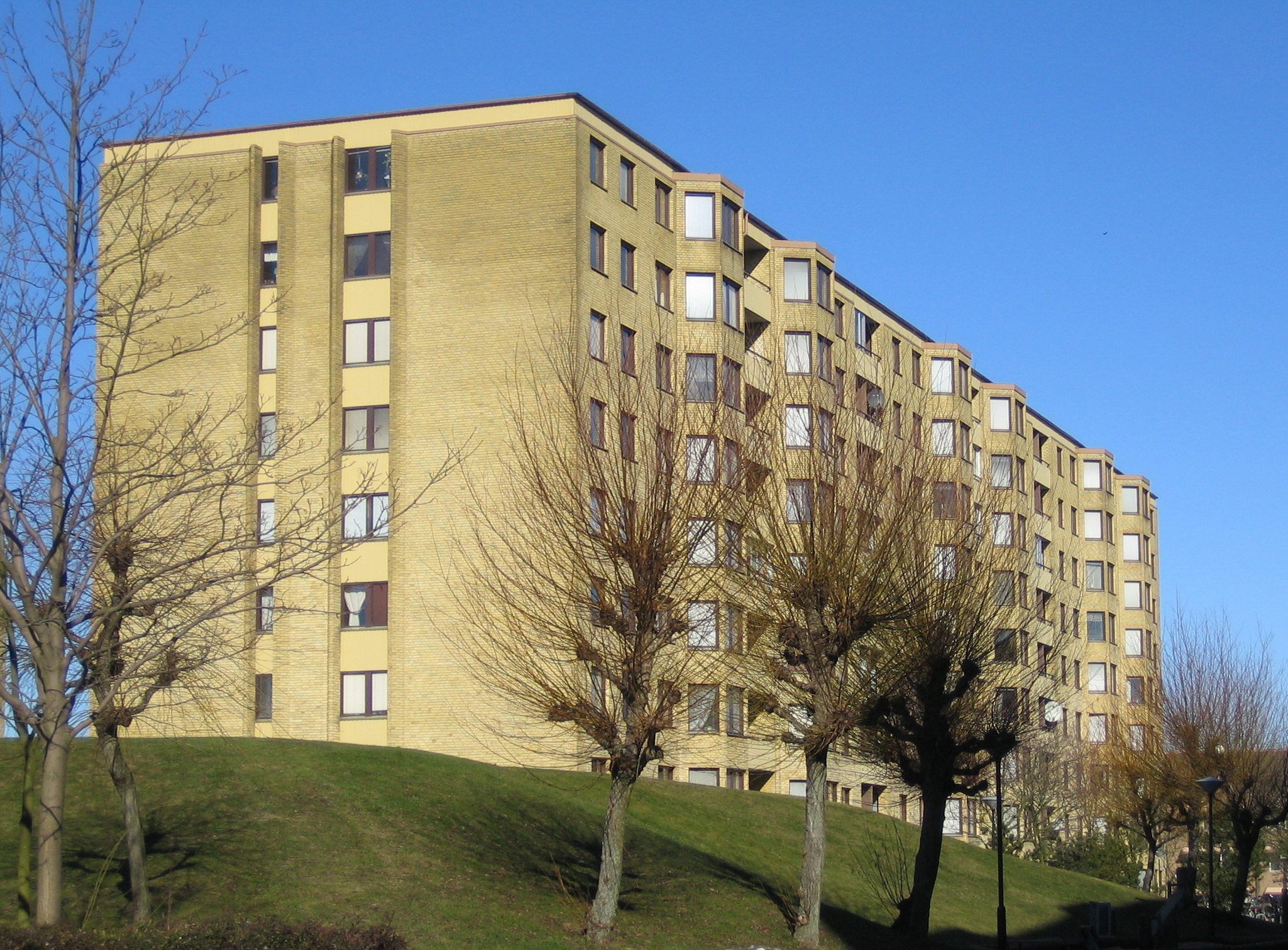
Skivhus med burspråk

Flerbostadshusen i Bellevuegården som ligger i den östra delen består av lamell- och skivhus i tre, sex och nio våningar. Vid ett snabbt ögonkast kan man få ett intryck av att bebyggelsen på de både sidorna av Lorensborgsgatan är väldigt lika. Men vid en närmare granskning lägger man märke till att de har olika utformningar. Bebyggelserna har dock mycket gemensamt som skalan, gula fasadtegel och fönster med mörkbruna snickerier av trä. Fast med start under mars 2010 kommer husen på Hålsjö och Svansjö att genomgå ett utbyte mot fönster i aluminium. I öster ser man att husen är tydligt rättvinkliga och sammanhållna byggnadsvolymer med stora utskjutande partier, medan de lite nyare byggnaderna i väst har fått en större artikulering med burspråk och fönster i gavlarna. Men i princip är husens planer likadana. Husen är rätvinkligt placerade och bildar fyra liknande gårdar, som öppnar sig mot både norr och söder. Trots att byggnaderna har en väldigt utspridd struktur så känns området som tättbebyggt på grund av de stora och långsträckta byggnadsvolymerna. I öst–västlig riktning finns det fyra långsträckta trevåningshus som bildar en inre ryggrad för området. Varje gård har ytterligare två skivhus i nord- sydlig riktning. I norr är de i nio våningar lika bebyggelsen på andra sidan Stadiongatan (Lorensborg). För att skapa en mjukare övergång till den intilliggande småhusbebyggelsen består skivhusen i söder av sex våningar.

### Flerbostadshus i kvarteren Svansjö och Hålsjö
Hålsjö- och Svansjö-husen har i princip samma form som byggnaderna från miljonprogrammet med en hel del nya figurer. Det som skiljer sig från östra delen av Bellevuegården är att vissa av husen är uppbyggda med sju lägenheter per trapplan. Husen har burspråk, någon som var väldigt sällsynt under 1960-talet. På Bellevuegården blev det också ett sätt att öka ljusinfallet till de enkelsidiga lägenheterna. Burspråken mot öster är trapetsformade av tegel, vilket ger en veckad fasad. Mot väster är de mer rättvinkliga och plåtklädda. De flesta husen har olika färger på plåten i balkongernas framsida och på burspråken. Balkongerna ligger indragna i husens fasad som de flesta vanliga balkonger, men förutom det förekommer också franska balkonger. Husens fönstersnickerier är mörka, något som blev mer omtyckt under 1970-talet. Taken på husen är platta och taklinjen är obruten. De två gårdarna väster om Bellevuegården har en speciell karaktär på grund av stora kullar som placerats ut på gårdarna. Dessutom har flera lekplatser lags ut på flera olika ställen utan några som helst rumsavgränsningar. Husen i gårdarna ritades mellan 1972 och 1973 av Skånska Cementgjuteriet. Utemiljön ritades av Walter Kohl året därpå. Sedan påsk 2010 pågår ett omfattande fönsterbyte på Hålsjö, när detta är klart kommer Svansjö att påbörjas. Detta utförs av Bygg Companiet på Stena Fastigheters begäran. Fönsterna kommer att bibehålla sin mörka färg utåt men är vita inne i lägenheterna.

### Bellevuegårdens centrum
Områdets centrum består av tre byggnader i brunt tegel. Mellan dessa byggnader formas ett litet torg där fonden utgörs av en trevånings kontorsbyggnad med affärer i bottenplanet. Torget binds samman av ett sluttande skärmtak med röda takpannor. Det har en informell karaktär och tät yta. Som de flesta byggnaderna i Bellevuegården är centrumanläggningen ritad av Skånska Cementgjuteriet år 1974. Handelsbolaget Bellevuestaden och Dieden & co stod för byggandet. 1994 uppfördes en extra byggnad till apoteket.

### Ångpanneföreningen
Mellan Stensjögatan och Stadiongatan hittar man en typiskt rationell kontorsbyggnad från 1970-talet. Byggnaden har en kraftfullt artikulerad fasad i brutalismens anda. De stora kontorslandskapen har byggts om och består idag ut av cellkontor. Byggnaderna ritades 1970-72 av Sten Samuelson, byggherre var Ångpanneföreningen.

### Arkitekter och byggherrar

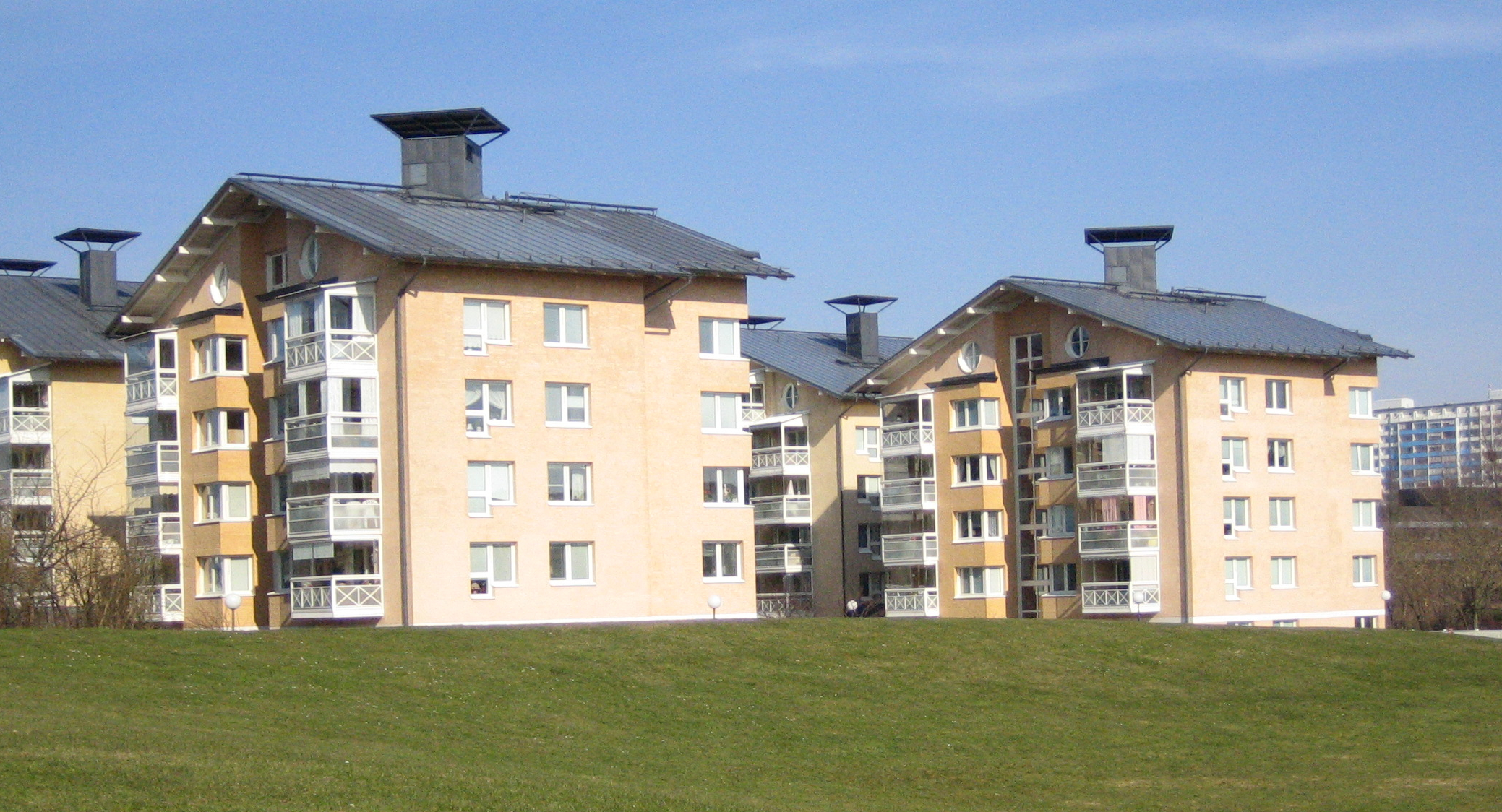
Äldreboendet Bellevue Park

Flerbostadshusen och butikscentrum är både ritade och byggda av Skånska Cementgjuteriet, fastighetsbolaget Sulcus hade på 1970-talet hand om skötseln av området och servicen i lägenheterna. Däremot har kontorshusen ritats av flera olika arkitekter som Sten Samuelson. Boje Lingdgaard och Lene Tranberg är arkitekter till den första etappen av äldreboendet Bellevue Park.

## Service
Vid områdets västra del bredvid Lorensborgsgatan ligger Bellevuegårdens centrum. Det är ett litet stadsdelscentrum som består av livsmedelsbutik, tobaksaffär, blomsterhandel, konditori, frisersalong, apotek, vård- och omsorgslokaler och ett stadsdelsbibliotek. Centrumet har även en restaurang kombinerad med pizzeria. Förr fanns det även en bank. Lite utanför västra delen av centrumanläggningen finns en bensinstation. I slutet av 1990-talet öppnades en liten butik i ett av husens botten våningar vid den östra delen intill Lorensborgsgatan.

## Trafik
Lorensborggatan genomkorsar Bellevuegården. Byggnaderna nås från norr och söder genom fyra säckgator från Stadiongatan och Ärtholmsvägen. Varje gård har en bred infart med en trädplanterad refug i mitten. Från respektive säckgata når man ett underjordiskt garage. Därtill finns parkeringsytor på marken. Bellevuegården binds samman av en gångs och cykelväg, som går i öst-västlig riktning mitt i området. Den går under Lorensborgsgatan hela vägen till Ärtholmsparken och därefter in mot centrum eller ut mot Kroksbäck.

## Parker
Bellevueparken är omgiven av villor, radhus och flerbostadsanläggningar. Parken har en stor grönyta som minskats med åren då det byggdes radhus kring parken 1990. Den största delen av parkens yta består av odlingslotter som kringgärdas av en häck. Vid parken finns även en bollplan och ett barndaghem. 
Ärtholmsparken ligger på östra sidan av Bellevuegården. Parken bildar en grön gräns mellan flerbostadsområdet och Ärtholmens koloniområde.

## Historik

### Före 1965
Det är från lantegendomen Bellevue som Bellevuegården har fått sitt namn, vilket betyder vacker utsikt på franska. Gården finns fortfarande kvar och ligger i områdets västra del. I början av 1800-talet köptes egendomen av Lorens Kockum (svärson till Frans Suell). Den mangårdsbyggnad som än idag existerar tillkom på 1800-talet efter en stor brand. Av gårdens ekonomibyggnader kvarstår bara en. Mangårdsbyggnaden renoverades på 1980-talet. Den har flera lokaler som bland annat används av Friluftsfrämjandet. 
1908 hade västra delen av området redan planerats som en del av Bellevue villastad. Men det var inte förrän i början på 1960-talet man började bygga villor och radhus. Den östra delen av området avsattes för flerbostadshus i 1956-års generalplan, men först under 1970-talet kom marken på östra delen att bebyggas.

### Efter 1965
Bellevuegården är trots sitt centrala läge ett av de sista flerbostadshusområden som bebyggdes under miljonprogrammet. En stadsplan som antogs 1965 omfattade fjorton femvånings bostadshus i strikt gruppering. Den stadsplanen kom aldrig att utföras. Istället presenterades en ny stadsplan av stadsplanechefen Gabriel Winge och arkitekten A Malmsten. Med den nya stadsplanen ville man åstadkomma en varierad bebyggelse med bostadshus i tre, sex och nio våningar. Även områdets kontors- och butiksbyggnader skulle ha varierande höjd. Husens placering var inte heller fixerad. Husen som skulle byggas på östra sidan av Lorensborgsgatan ritades 1968 med betongelement som fasadmaterial på niovåningshusen och rött tegel på sexvåningshusen. Det var den fasadkombination som uppfördes på Lindängen. Det skulle emellertid dröja ett tag tills bygget blev aktuellt och först en bit in på 1970-talet uppfördes husen. Fasadbeklädnaden ändrades då till gult tegel medan planlösningarna från 1968 behölls.
I kvarteren längst i söder och norr uppfördes kontorsbyggnader som avskärmning och bullerdämpning från Ärtholmsvägen och Stadiongatan. I de byggnaderna finns Hyllie stadsdelskontor, Stadionkyrkan, Ångpanneföreningens före detta kontorsbyggnad och en blandad motions- och kontorsbyggnad. I områdets nordvästra hörn tillkom i början av 1990-talet ett äldreboende vid namn Bellevue Park. Äldreboendets anläggningar har postmodernistisk utformning med kraftfulla och putsade fasader i pastellfärger.